# Eunyctibora crassicornis
Eunyctibora crassicornis är en kackerlacksart som först beskrevs av Hermann Burmeister 1838.  Eunyctibora crassicornis ingår i släktet Eunyctibora och familjen småkackerlackor. Inga underarter finns listade i Catalogue of Life.